# Temporada 1946-1947 del RCD Espanyol
Dades de la Temporada 1946-1947 del RCD Espanyol.

## Fets Destacats
- 6 d'octubre de 1946: Lliga: Espanyol 5 - CE Castelló 0[4]
- 1 de desembre de 1946: Lliga: Espanyol 4 - Atlético Aviación 1[5]
- 22 de desembre de 1946: Amistós homenatge a Albert Martorell: Espanyol 2 - Gimnàstic de Tarragona 0[6]
- 19 de gener de 1947: Lliga: Espanyol 4- Reial Madrid 2[7]
- 9 de març de 1947: Lliga: Espanyol 4 - Sevilla FC 0[8]
- 16 de març de 1947: Lliga: FC Barcelona 5- Espanyol 0[9]
- 30 de març de 1947: Lliga: Atlético Aviación 8- Espanyol 3[10]
- 11 de juny de 1947: La Federació Espanyola de Futbol destitueix per indisciplina el president de l'Espanyol Francisco Román, qui havia sol·licitat que es canviés la seu de la fina de la Copa, en considerar que la ciutat de La Corunya beneficiava el Reial Madrid per proximitat.
- 22 de juny de 1947: Final de la Copa. El Madrid guanya a la pròrroga amb un gol en clar fora de joc: Reial Madrid 2 - Espanyol 0[11]

## Resultats i Classificació
- Lliga d'Espanya: Onzena posició amb 19 punts (26 partits, 9 victòries, 1 empat, 16 derrotes, 46 gols a favor i 59 en contra).
- Copa d'Espanya: Finalista. Eliminà el Barakaldo CF, Real Oviedo, CE Sabadell i Gimnàstic de Tarragona. Perdé la final disputada a La Corunya enfront del Reial Madrid per 2 a 0, a la pròrroga.

## Plantilla
| P   | Jugador                   | Lliga | Lliga | Copa d'Espanya | Copa d'Espanya |
| P   | Jugador                   | PJ    | G     | PJ             | G              |
| --- | ------------------------- | ----- | ----- | -------------- | -------------- |
| POR | Josep Trias               | 17    | -33   | 9              | -9             |
| POR | Josep M. Martí Torres     | 9     | -26   | -              | -              |
| DEF | Josep Mariscal            | 26    | -     | 9              | -              |
| DEF | Antoni Fàbregas           | 23    | -     | 9              | -              |
| DEF | Joan Venys                | 21    | -     | 2              | -              |
| DEF | Josep Casas               | 14    | -     | 9              | -              |
| DEF | Joaquim Rigau             | 8     | -     | -              | -              |
| DEF | Ricard Teruel             | 4     | -     | -              | -              |
| DEF | Ciril Miernau             | 1     | -     | -              | -              |
| DEF | José García Santonja      | -     | -     | -              | -              |
| DEF | Abraham Carnicero         | -     | -     | -              | -              |
| MIG | Rosendo Hernández         | 21    | 6     | 9              | 3              |
| MIG | Ramon Celma               | 20    | -     | 9              | -              |
| MIG | Diego                     | 12    | 1     | -              | -              |
| MIG | Mariano Veloy             | 9     | -     | -              | -              |
| MIG | Manel Artigas             | 2     | 1     | -              | -              |
| MIG | Josep Ricart              | 1     | -     | -              | -              |
| MIG | Fèlix Llimós              | -     | -     | 7              | -              |
| DAV | Ángel Calvo               | 23    | 19    | 9              | 6              |
| DAV | Vicente Hernández         | 21    | 2     | 9              | 6              |
| DAV | Gabriel Jorge (2n capità) | 14    | 5     | 9              | 3              |
| DAV | Ernest Galobart           | 13    | 4     | 9              | 2              |
| DAV | Antoni Segarra            | 13    | 2     | -              | -              |
| DAV | Francisco Belló           | 6     | 2     | -              | -              |
| DAV | Julià Arcas               | 4     | 1     | -              | -              |
| DAV | Josep Munné               | 4     | 1     | -              | -              |
| DAV | Blai González             | -     | -     | -              | -              |
| DAV | Enric Agustí              | -     | -     | -              | -              |